# Dicht langbaardgras
Dicht langbaardgras (Vulpia fasciculata, synoniemen: Festuca fasciculata, Vulpia uniglumis) is een eenjarige plant, die behoort tot de Grassenfamilie (Poaceae). De soort komt van nature voor in het Middellandse Zeegebied en de meer zuidelijke kusten van West-Europa. Dicht langbaardgras staat op de Nederlandse Rode lijst van planten als een soort die in Nederland zeer zeldzaam en stabiel of toegenomen is. Het aantal chromosomen is 2n = 28.
De plant wordt 8 - 50 cm hoog. De rechtopgaande of opstijgende stengel is geribd. Het behaarde blad is tot 10 cm lang en 1 - 3 mm breed. De bovenste bladscheden zijn opgeblazen. Het stompe tongetje is tot 1 mm lang.
De plant bloeit van mei tot in juli met een oranje-bruine, dichte, rechtopstaande, naar een kant gekeerde pluim, die 3 - 12 cm lang is. De pluimsteel komt meestal maar weinig buiten de bovenste bladschede uit, maar ook kan alleen de voet van de pluim door de bladschede worden omhuld. Het aartje is 8 -18 mm lang. De steel van het aartje is 3 mm lang. De aartjes hebben 2 - 5 fertiele en 3 -6 steriele bloemen. Het bovenste, lancetvormige, spitstoelopende kelkkafje heeft drie nerven en is inclusief de 12 mm lange kafnaald 1 - 3 cm lang. Het onderste, eivormige, vliezige kelkkafje heeft een scherpe top en is maximaal 1,5 mm lang of ontbreekt. De bloem heeft meestal 3 meeldraden met 1 - 2 mm lange helmknoppen.
De vrucht is een aan de top kort behaarde graanvrucht.

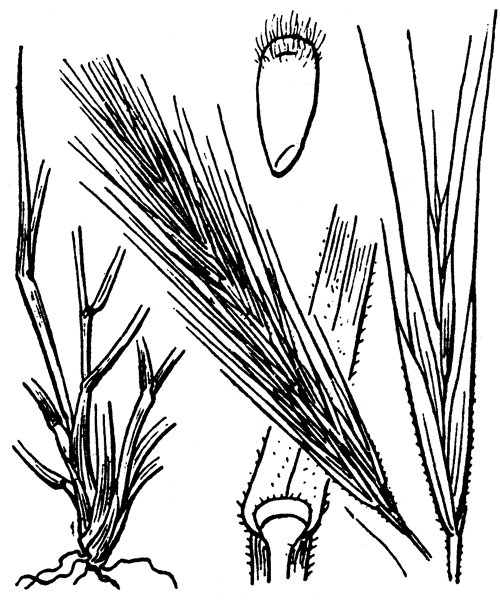
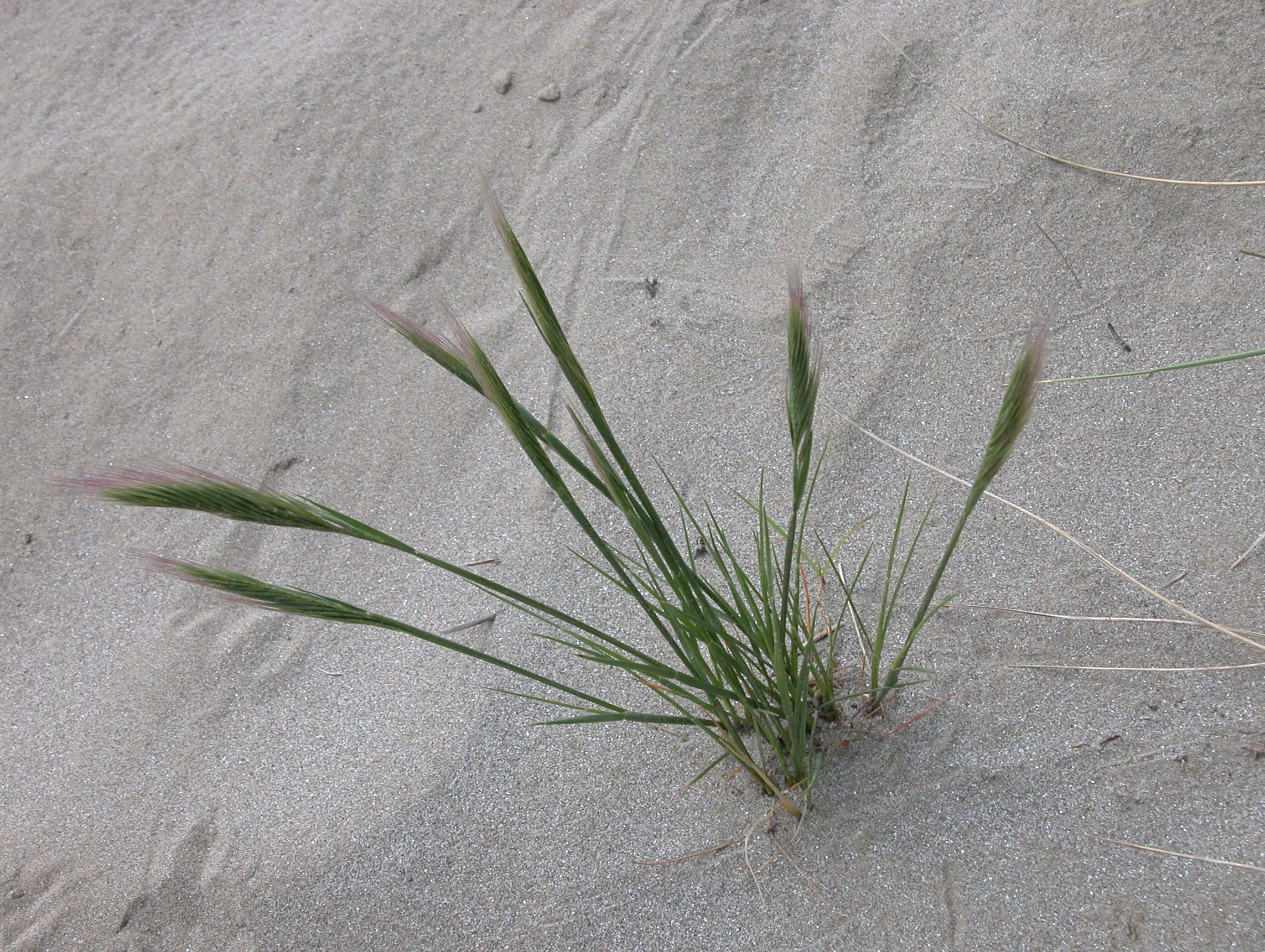
Plant
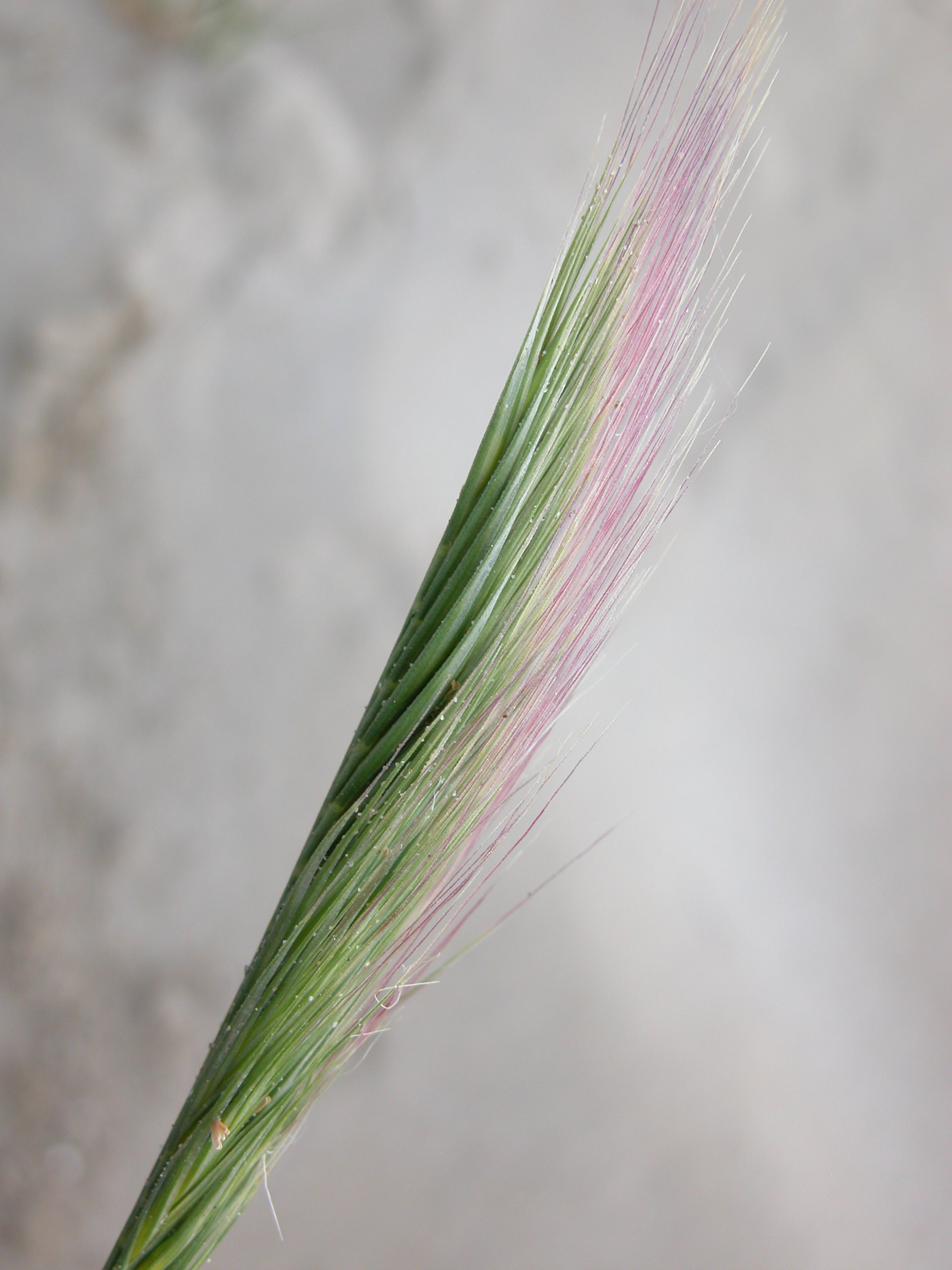
Pluim
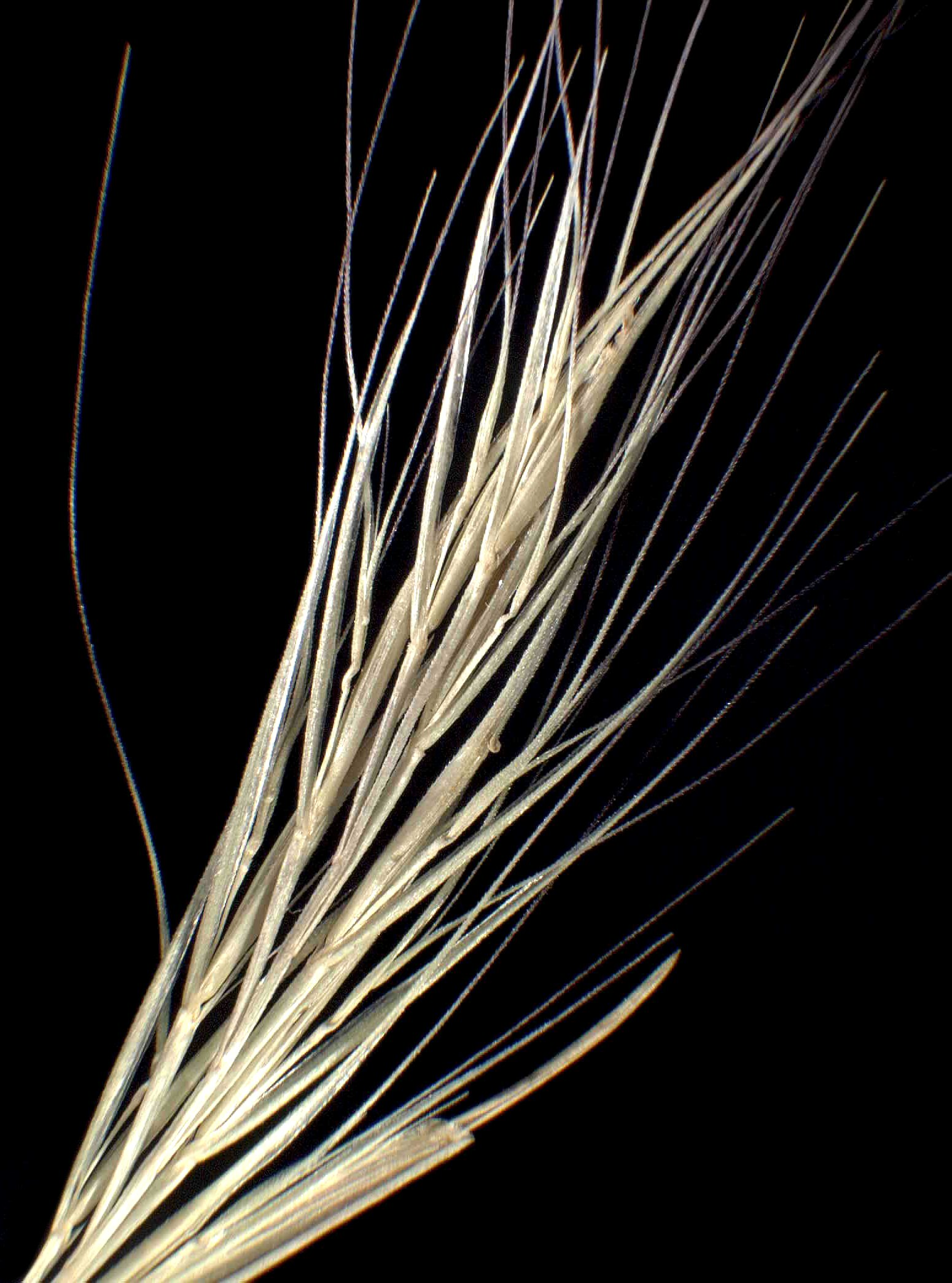
Aartjes

## Ecologie en verspreiding
Dicht langbaardgras geeft de voorkeur aan open, zonnige, droge en matig voedselarme, neutrale en meestal basische, weinig humeuze en goed doorlatende, omgewerkte en betreden zandgrond. De plant is te vinden op enigszins ruderale plaatsen in de kustduinen, in open duingraslanden en andere droge graslanden, op kampeer- en recreatieterreinen, in mosduinen en op zandwegen. Ze schijnt afwezig te zijn of slechts zeldzaam voor te komen in vochtige duinvalleien. De soort stamt oorspronkelijk uit het Middellandse Zeegebied en de meer zuidelijke kusten van West-Europa. Ze is bezig haar grenzen naar het noorden te verleggen en reikt tegenwoordig tot in Schotland en Nederland. De soort is zeer zeldzaam in de duinen, o.a. op een aantal eilanden in het Delta- en het Waddengebied en aan de IJsselmeerkust en werd voor het eerst gevonden in 1979. Ze verschilt van de eveneens met lange kafnaalden uitgeruste zandlangbaardgras door de grotere helmknoppen, eenzijdige aar en het behaarde vruchtbeginsel.